# Lycophidion nigromaculatum
Lycophidion nigromaculatum är en ormart som beskrevs av Peters 1863. Lycophidion nigromaculatum ingår i släktet Lycophidion och familjen snokar. Inga underarter finns listade i Catalogue of Life.
Denna orm förekommer i västra Afrika från Liberia och södra Guinea till Togo. Arten lever i låglandet och i kulliga områden upp till 500 meter över havet. Den vistas i fuktiga skogar och jagar främst ödlor. Honor lägger ägg.
Beståndet hotas av skogarnas omvandling till jordbruksmark. Hela populationen antas vara stor. IUCN listar arten som livskraftig (LC).